# Accordo commerciale tedesco-sovietico (1939)
L'accordo commerciale tedesco-sovietico (noto anche come accordo commerciale e di credito tedesco-sovietico) fu un accordo economico stipulato tra l'Unione Sovietica e la Germania nazista il 19 agosto 1939, in base al quale l'Unione Sovietica ottenne un credito di 200 milioni di Reichsmark in 7 anni con un tasso di interesse effettivo del 4,5%.

## Descrizione
La linea di credito doveva essere utilizzata nei due anni successivi per l'acquisto di beni strumentali (attrezzature di fabbrica, impianti, macchinari e macchine utensili, navi, veicoli e altri mezzi di trasporto) in Germania e doveva essere rimborsata, a partire dal 1946, dall'approvvigionamento di materie prime sovietiche da parte dei tedeschi.
Questo accordo fu il primo passo verso il miglioramento delle relazioni tra l'Unione Sovietica e la Germania, e quattro giorni dopo venne seguito dalla stipula del più importante patto Molotov-Ribbentrop. Rinvigorendo il deterioramento delle relazioni economiche tedesco-sovietiche (anche attraverso continui aiuti da entrambe le parti), il trattato fu poi adattato ed esteso con l'accordo commerciale tedesco-sovietico del febbraio 1940 e l'accordo tedesco-sovietico relativo ai confini e al commercio nel gennaio 1941. Tutti questi accordi ebbero termine quando la Germania invase l'Unione Sovietica nel giugno 1941, in violazione dei trattati esistenti tra i due paesi.